# ميلة تشيتر
ميلة تشيتر (20 نوفمبر 1927 – 20 يناير 2003) كانت عدّاءة كندية. شاركت في منافسات 100 متر في أولمبياد صيف عام 1948 . 

## روابط خارجية
- ميلة تشيتر على موقع أوليمبيديا (الإنجليزية)